# Courcerault

Courcerault este o comună în departamentul Orne, Franța. În 2013 avea o populație de 163 de locuitori.